# Troilo III. de’ Rossi

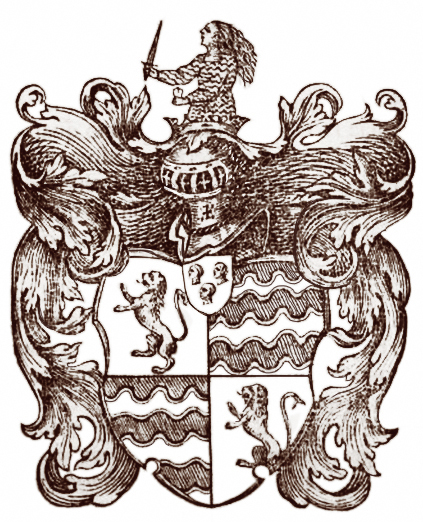
Wappen der Rossis von San Secondo

Troilo III. de’ Rossi, auch Giambattista Troilo de’ Rossi (* 21. Dezember 1574 in San Secondo; † 8. März 1593 ebenda), war ein italienischer Condottiere und Adliger, sowie 4. Markgraf von San Secondo.

## Biografie
Giovanbattista Troilo war der Sohn von Pietro Maria de’ Rossi und Isabella Lumpugnani, Erbe des Grafen Alessandro, des Herrn von Farfengo, wurde Dezember 1574 geboren und im Januar 1575 vom Bischof von Pavia, Ippolito de’ Rossi, seinem Großonkel väterlicherseits, in Gegenwart des Herzogs von Parma, Alessandro Farnese, getauft. Sein Großvater war Troilo II. de’ Rossi.
Als sein Vater Pietro Maria 1590 starb, erbte er als erstgeborener Sohn das Recht auf die Nachfolge in der Führung des Lehens der Familie. 1591, als sein Großvater starb, wurde er zum 4. Markgrafen von San Secondo ernannt.
Er wurde zum Kapitän ernannt und erhielt das Kommando über eine Soldatenkompanie des Herzogtums Mailand, an dessen Spitze er, verstärkt durch zwei weitere Kompanien, zusammen mit dem Herzogtum Savoyen gegen die Franzosen im Krieg um die Markgrafschaft Saluzzo kämpfte. In der Schlacht schwer verwundet zog er sich sterbend nach San Secondo zurück. Am 8. März 1593 starb er dort an seinen Verletzungen im Alter von nur 18 Jahren und wurde in der Kapelle der Heiligen Katharina im Inneren der Rocca dei Rossi begraben.
Da Giovanbattista Troilo keine Nachkommen hatte, folgte ihm als Markgraf von San Secondo sein Stiefbruder Federico nach.